# Citharalia idiosetoides
Citharalia idiosetoides är en fjärilsart som beskrevs av Clench 1957. Citharalia idiosetoides ingår i släktet Citharalia och familjen träfjärilar. Inga underarter finns listade i Catalogue of Life.